# Seropédica
Seropédica è un comune del Brasile nello Stato di Rio de Janeiro, parte della mesoregione Metropolitana di Rio de Janeiro e della microregione di Itaguaí.
È sede della Universidade Federal Rural do Rio de Janeiro.